# Fond du Lac 229
Fond du Lac 229 är ett reservat i Kanada.   Det ligger i provinsen Saskatchewan, i den centrala delen av landet.
Trakten runt Fond du Lac 229 är glest befolkad, med mindre än två invånare per kvadratkilometer.  Trakten ingår i den boreala klimatzonen. Årsmedeltemperaturen i trakten är −4 °C. Den varmaste månaden är augusti, då medeltemperaturen är 14 °C, och den kallaste är februari, med −25 °C.